# Вьюхин, Андрей Николаевич
Андре́й Никола́евич Вью́хин (род. 28 апреля 1999, Екатеринбург) — российский биатлонист, двукратный чемпион мира среди юношей, призёр чемпионата России. Мастер спорта России.

## Биография
Родился в Екатеринбурге. С 7 лет занимался лыжными гонками у тренера Андрея Камешкова, а в 2014 году перешёл в биатлон. Первые шаги в новом для себя виде спорта Андрей делал в училище олимпийского резерва в Новоуральске у Галины и Сергея Сотниковых, позднее тренировался в СШОР им. Л. Н. Носковой в Тюмени.
На внутрироссийских соревнованиях выступает за Тюменскую область. Тренируется в региональной команде у Максима Кугаевского.

### Карьера
Неоднократно становился победителем и призёром всероссийских соревнований по биатлону среди юниоров.
Дебютировал на международных соревнованиях в феврале 2017 года на Европейском юношеском олимпийском фестивале в турецком Эрзуруме, где он завоевал бронзу в гонке преследования и золото в смешанной эстафете.
В 2018 году принимал участие на юношеском чемпионате мира в эстонском Отепя, на котором стал победителем в эстафете и гонке преследования.
В сезоне 2018/19 принимал участие на этапах юниорского Кубка IBU, но из-за плохой стрельбы выступал нестабильно, лишь один раз поднявшись на пьедестал - в спринте на этапе в Шушене. Через год дебютировал на этапах Кубка IBU, по ходу которых только один раз финишировал в топ-40.
Перед сезоном 2021/22 вошёл в состав сборной России, тренировался у Юрия Каминского и Сергея Башкирова. Тогда же к Андрею пришли первые успехи во взрослой карьере: в декабре на Кубке России он выиграл серебро в эстафете, а на чемпионате страны стал бронзовым призёром в командной гонке.
В декабре 2022 года выиграл первую личную медаль в карьере, став третьим в спринте на этапе Кубка России в Тюмени.